# Anderson Bank Building
El Anderson Bank Building (también conocido como PNC Bank Building) es un edificio histórico de carácter bancaro y estilo art decó ubicado en Anderson, Indiana (Estados Unidos). Con 29 metros de altura y 7 pisos, es el tercer edificio más alto de Anderson.

## Historia y descripción
En el momento de su inauguración en 1928, era el edificio más alto de la ciudad. Consrvó el título hasta 1930, cuando fue superado por el Tower Hotel, que también es de estilo art déco y mide 46 metros de altura.
Fue el único banco de Anderson que sobrevivió a la Gran Depresión sin cerrar. En 1985, el banco fue adquirido por Merchants National Corporation of Indianapolis. En 1991, el National City Bank adquirió Merchants National Corporation. National City Bank todavía opera una sucursal en el Anderson Bank Building. Fue incluido en el Registro Nacional de Lugares Históricos el 30 de agosto de 1984.
Fue diseñado por el estudio de arquitectura Vonnegut, Bohn & Mueller. Los detalles art decó en el nivel de la calle exterior y en el vestíbulo principal del banco han sido borrados. El principal interés arquitectónico del edificio radica en los detalles art decó que aún existen en el vestíbulo del ascensor y los pisos superiores del edificio